# Davide Rummolo
Davide Rummolo (Italia, 12 de noviembre de 1977) es un nadador italiano especializado en pruebas de estilo braza, donde consiguió ser medallista de bronce olímpico en 2000 en los 200 metros.

## Carrera deportiva
En los Juegos Olímpicos de Sídney 2000 ganó la medalla de bronce en los 200 metros estilo braza, con un tiempo de 2:12.73 segundos, tras su paisano italiano Domenico Fioravanti y el sudafricano Terence Parkin (plata con 2:12.50 segundos que fue récord de África).